# Undercova Funk (Give Up the Funk)
Undercova Funk (Give Up the Funk) é um single do rapper estadunidense Snoop Dogg lançada para a banda sonora do filme Undercover Brother. A canção tem a participação dos cantores de Funk Bootsy Collins, Mr. Kane, Quaze e Fred Wesley.

## Faixas
| Formatos |                                                       |                                               |         |  |
| N.º      | Título                                                | Participação                                  | Duração |  |
| 1.       | "Undercova Funk (Give Up The Funk)" (edição de rádio) | Bootsy Collins, Mr. Kane, Quaze & Fred Wesley | 4:01    |  |
| 2.       | "Undercova Funk (Give Up The Funk)" (versão do álbum) | Bootsy Collins, Mr. Kane, Quaze & Fred Wesley | 6:17    |  |

## Vídeo e música
O videoclipe da canção foi lançado juntamente com a canção, imitando os estilos de roupa da década de 1970.

## Desempenho nas paradas
| Paradas (2002)                      | Melhor posição |
| ----------------------------------- | -------------- |
| Suíça (Schweizer Hitparade)         | 77             |
| Finlândia (Suomen virallinen lista) | 17             |